# Guineabukten

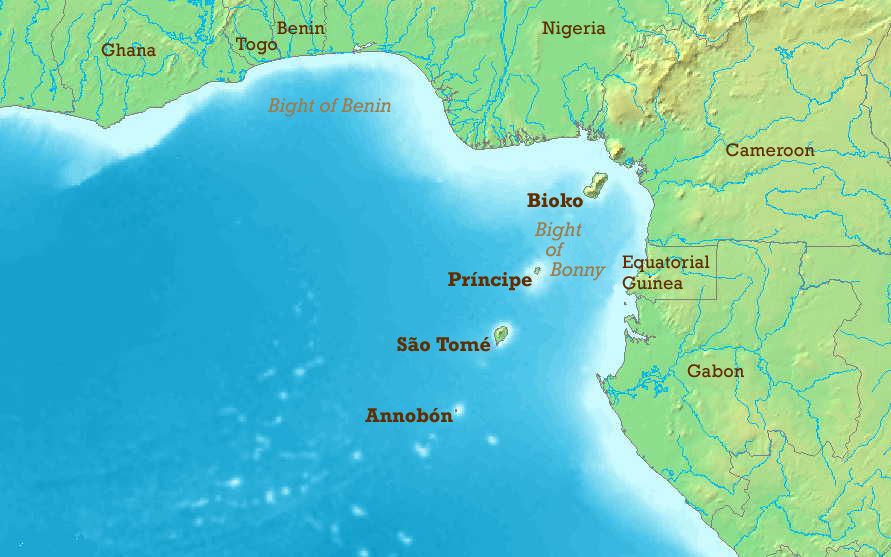
Karta över Guineabukten som visar den linje av öar som utgör Kamerunlinjen av vulkaner.

Guineabukten är den del av Atlanten som bildar en stor bukt på Afrikas västkust, mellan Kap Palmas (i sydligaste Liberia) och Kap Lopez (i Gabon).
Beninbukten och Bonnybukten (som tidigare kallades Biafrabukten) utgör delar av Guineabukten.

## Namn
Namnet är kopplat till regionen Guinea. Detta namns ursprung är omstritt men har härletts från Ghanariket, staden Djenné eller aguinaou (berberspråk för "svart människa").

## Geografi
International Hydrographic Organization definierar sydvästra gränsen av Guineabukten som "En linje som går sydösterut från Kap Palmas i Liberia till Kap Lopez (0°38′S 8°42′Ö / 0.633°S 8.700°Ö)".

## Öar

### Annobón
Annobón, även kallad Pagalu eller Pigalu, är en ö som tillhör Ekvatorialguinea.

### Bioko
Bioko är en ö som tillhör Ekvatorialguinea.

### Corisco
Corisco är en ö som tillhör Ekvatorialguinea.

### Elobeyöarna
Elobey Grande och Elobey Chico är två småöar som tillhör Ekvatorialguinea.

### São Tomé och Príncipe
São Tomé och Príncipe, officiellt "Demokratiska republiken São Tomé och Príncipe", är en portugisisktalande östat i Guineabukten, som blev självständig från Portugal 1975 och ligger utanför västra Ekvatorialafrikas kust och består av två öar, São Tomé och Príncipe. De är belägna cirka 140 kilometer (87 engelska mil) bort och cirka 250 och 225 kilometer (155 och 140 engelska mil) från Gabons nordvästkust. Båda öarna tillhör en utslocknad vulkanisk bergskedja. São Tomé, södra ön, är belägen strax norr om ekvatorn.

## Artikelursprung
Den här artikeln är helt eller delvis baserad på material från engelskspråkiga Wikipedia, 29 juli 2011.